# 三国志艶義
『三国志艶義』（さんごくしえんぎ）は、清水清による日本の漫画作品。単行本は全2巻。

## 概要
登場人物が女体化したり、性的な描写が頻繁的に多い作風が特徴。『三国志』『三国志演義』をもとにして描かれているが、三国志メディア作品ならでは多い張飛の字（翼徳）が、史実である「益徳」になっていることや、諸葛亮が故人で、その妻が孔明を名乗り劉備に貢献する、曹操の出自が、祖父で宦官であるはずの曹騰が、曹騰自身の意思を継がせるために曹崇の妻に産ませた子供であるなど、設定はやや異なり、オリジナルとなっている。

## 登場人物

### 蜀・劉備陣営
劉備（りゅうび）、字：玄徳（げんとく）
本作の主人公。「前漢六代景帝の子、中山靖王劉勝の孫の嫁の連れ子のはとこの妾の三つ上の兄の恋女房の曽祖父の隠し子」と触れ込んでいるが要は赤の他人で、関羽に「似たようなヤツを100人は見た」と流された際には本人も「劉姓はもう流行らんか」とボヤいている。
張飛と共に花嫁泥棒など働く悪党。乱世のドサクサに紛れて一旗揚げようと義勇軍を立ち上げたりする。双剣を使い、呂布の攻撃を切り抜けるなどそこそこ腕は立つ。ドスケベで日和見だが、変なところでお人好しな面もある。
関羽（かんう）、字：雲長（うんちょう）
旧字は「長生（ちょうせい）」と言い、関羽雲長の名は劉備に問われた際に空の雲を見ながら即興で名乗った物。長身で寡黙。デバガメとして登場し、花嫁泥棒を追ってきた役人たちをなぎ倒した。女好きではあるが女そのものには不信感がある。
本作では、かつて塩の密売組織で用心棒をしており、妻子もいたがボスである呂業の妾と密通する。発覚した際には制裁として妻子を殺され妾からも見捨てられたことから、組織を潰して逃亡した。
張飛（ちょうひ）、字：益徳（えきとく）
登場当初から劉備と行動を共にし、花嫁泥棒をしていた。本来の姿は男で、怒ったり酒を飲んだりすると女や虎にも変身する。冒頭の劉備による説明では、不義の末に自決した女の肉を食った後、虎に喰われてこうなった。本作では貂蝉の立場も兼任する。基本的には頭を使うのが苦手で、セックスでも女役も嫌いではないが男役の方が好きらしい。
呂布戦において呂布が撤退した際に負傷していたのに深追いし、城内にて行き倒れていたところを当の呂布に助けられ、その際女体化していたこともあってドサクサに紛れて思わず「ちょう…せ…ん」と名乗ってしまい、呂布に気に入られてしまうが、張飛の中の女の意識は（張飛と似ている）呂布を気に入っていた。
劉備の母
劉備の母親。桃園の誓いにて、宴席と酒肉を用意したほか、何処かしら連れてきた（捕まえた？）女を劉備に渡した。
劉備の母が連れてきた（捕まえた？）女
劉備の母が桃園の誓いに餞別として送られた女。劉備ら三兄弟に肉奴隷にされている。桃園の誓い以降、行動を共にしており肉奴隷とは言え自身を保護してくれている立場の三兄弟はそれなりに慕っている。徐州を攻められて関羽と共に曹操に囚われた際には玄徳の奥方と言う建て前で保護され、しばらく関羽と行動を共にしていた。
荊州で合流した後に一児を出産して正式に「玄徳の妻（甘夫人）」と言う立場になり（当然のことながら男どもは「誰が父親か」を押し付け合っていた）、玄徳を「我が君（夫の尊称）」と呼ぶ際には赤面してどもっている。玄徳が天下取りに対して興味を持ち始めてからは待遇は良くなった反面、放置状態で欲求不満気味。
趙雲（ちょううん）、字：子竜（しりゅう）
性別は女。本編では字は「子竜」と表記される。槍を武器として戦う。
登場当初は（玄徳達が山賊から助けた村娘にいかがわしいことをしようとしたこともあって）玄徳達を山賊と勘違いしていたが、和解した後は行動を共にする。なお、この時点にいた村で山賊が村娘をさらう事件が続発しており、その事件の山賊の頭は凶暴化した張飛である。
普段はまじめだが、セックスでスイッチが入ると凶暴化した張飛を性交により骨抜きにしてしまうほどの絶倫を誇り、それを敵味方問わずに絶頂させてしまう淫乱となる。
張飛の事件の解決後、玄徳が皇族の血を引く者、関羽が顔良を倒した本人だと知ると、趙雲自身は「主君を持たぬ流浪の身」であるため、玄徳に家来に加えてほしいと嘆願し、玄徳の「ゆるす」の一言で正式に仲間入りを果たす。
諸葛亮（しょかつりょう）、字：孔明（こうめい）
本編では既に故人という設定で、その妻が現在の孔明の名を名乗っている。玄徳に会った当の本人は実はマネキン。
天才的な知略家だったが、先年、呉にいる兄（諸葛瑾と思われる）に会いに江東へ旅に行ったが途中で熱病を患い他界。
黄宛貞（こうえんてい）
孔明の妻で、現在の孔明を名乗る女性。亡き夫の代わりに玄徳達に軍師として貢献する。

### 魏・曹操陣営
曹操（そうそう）、字：孟徳（もうとく）
性別は女。幼名は「阿瞞（あまん）」。黄巾党・張宝に拘束されていたところを玄徳達に助けられる。男は関羽がタイプらしい。実は曹騰の実の娘であったことが明かされる。
曹騰（そうとう）
曹操の祖父。だが、実は曹操の産みの父であり、曹操の母に曹騰自身の意思を継がせるために産ませた。史実では宦官であるはずの曹騰だが、本作においては去勢されておらず、摩羅があることが示唆されている。最初に取り言った上司の尻を掘って以来、それをアドバンテージに出世したとのこと。
夏侯惇（かこうとん）
曹操の部下。左目に黒眼帯、厚唇が特徴。
許褚（きょちょ）
曹操の部下。渾名は「虎痴（こち）」で、曹操からもそう呼ばれている。長い髭が特徴。曹操の夜伽の相手もしている。
荀彧（じゅんいく）、荀攸（じゅんゆう）、程昱（ていいく）、郭嘉（かくか）
曹操の軍師その1-4。曹操の悩み（関羽の落とし方）を「下の悩み」と勘違いして頓珍漢な献策を行う。
張遼（ちょうりょう）
曹操の部下。関羽とは旧知の仲。
于禁（うきん）、字：文則（ぶんそく）
曹操の部下。風土病の影響で股間が痒くなり、華陀に依頼する。

### 呉・孫権陣営
孫権（そんけん）、字：仲謀（ちゅうぼう）
呉を統率する王。
周瑜（しゅうゆ）
都督。赤壁の戦いの最中、妻を寝取られたことに激怒して攻め込んでくるが、曹操の放った矢に打たれ落馬。
魯粛（ろしゅく）
呉の知将。
大喬・小喬
作中で名前は出ていないが、それぞれ孫権の兄（孫策）の妻と周瑜の妻。
媚薬となる催眠香を盛られ、夜な夜な周瑜の目を盗んでは玄徳たちと密会している。
呂蒙（りょもう）、字：子明（しめい）
呉水軍・横野中郎将。太い眉毛と厚唇が特徴。父・呂業の仇を討つべく関羽と対決するが、関羽のナニに敗れる。

### 董卓陣営
董卓（とうたく）、字：仲穎（ちゅうえい）
献帝を傘に立て、都の実権を掌握した暴君。貂蝉（張飛）を連れ去ったが、虎（張飛）に襲われ死亡。この件は王允（本編未登場）の機知により、呂布が董卓を殺害したということにされた。
李儒（りじゅ）
董卓の軍師。董卓に虎牢関の戦況について報告し、更なる策を練る。
呂布（りょふ）、字：奉先（ほうせん）
董卓の配下。玄徳・雲長・益徳の3人掛かりでも苦戦する豪傑。董卓死亡後、貂蝉（女体化した張飛）目当てに玄徳の下に就いた直後、曹操が放った矢に脳天を直撃され死亡。
献帝（けんてい）
漢代最後の皇帝。1コマのみの登場。董卓に担がれ利用されていた。

## 書籍
下巻には曹操、趙雲、甘、玄徳、袁紹のキャラクターを用いた現代劇「要艶不要話・前後編」を収録。
- 上巻 1999年5月27日発売 ISBN 978-4-89465-074-9
- 下巻 2000年2月25日発売 ISBN 978-4-89465-107-4